# Magnolia albosericea
Magnolia albosericea är en magnoliaväxtart som beskrevs av Woon Young Chun och C.H.Tsoong. Magnolia albosericea ingår i släktet Magnolia och familjen magnoliaväxter. Inga underarter finns listade i Catalogue of Life.